# الحبيل الاسفل (عبس)

تعديل مصدري - تعديل

الحبيل الاسفل هي إحدى قرى عزلة الوسط بمديرية عبس التابعة لمحافظة حجة، بلغ تعداد سكانها 345 نسمة حسب تعداد اليمن لعام 2004.